# Parsua
Paršua (Assyrisch) of Barsua (Urartisch) was een land in het huidige Iran, in sanandaj  De oudst bekende vermelding is in 834 v.Chr., als zijn heerser schatting betaalt aan Salmanasser III van Assyrië.
Vanwege de sterk gelijkende naam, is wel verondersteld dat de inwoners van Parsua de Perzen zijn, die later zuidelijker woonden, in Fars. Dit is echter twijfelachtig. Meestal neemt men aan dat de naam van beide gebieden is afgeleid van een oud-Iraans woord *Parsava 'grensland'. Een derde mogelijkheid is dat beide volken afsplitsingen van hetzelfde volk zijn.

1. ↑  https://books.google.com/books?id=BBbyr932QdYC&pg=PA61&dq=Parsua#v=onepage&q=Parsua&f=false.